# Triplophysa grahami
Triplophysa grahami är en fiskart som först beskrevs av Regan, 1906.  Triplophysa grahami ingår i släktet Triplophysa och familjen grönlingsfiskar. IUCN kategoriserar arten globalt som otillräckligt studerad. Inga underarter finns listade i Catalogue of Life.